# Cape Henry Memorial
Das Cape Henry Memorial am Cape Henry in Virginia Beach, Virginia ist ein Denkmal für die erste Landung englischer Siedler in Nordamerika am 26. April 1607. Die Kolonisten erkundeten nach ihrer Landung die Umgebung und gaben dem Kap seinen Namen. Bevor sie weiter den James River hinauffuhren, an dem sie die Siedlung Jamestown gründeten, stellten sie an der Landungsstelle ein Kreuz auf. Das heutige Steinkreuz wurde am 26. April 1935 von den Daughters of the American Colonists auf einem ca. 1.000 m² großen Grundstück errichtet. Es erinnert an die erste Landung als den Beginn der britischen Besiedlung Nordamerikas und damit als Ursprung Kanadas und der Vereinigten Staaten von Amerika.
Vom Denkmal aus blickt man auf den Schauplatz der Seeschlacht vor der Chesapeake Bay am 5. September 1781. In dieser entscheidenden Seeschlacht des Amerikanischen Unabhängigkeitskrieges besiegte ein französisches Geschwader unter dem Admiral Comte de Grasse einen britischen Flottenverband unter Sir Thomas Graves und hinderte die Briten so an der Versorgung der bei Yorktown eingeschlossenen britischen Truppen unter General Charles Cornwallis, was zu deren Kapitulation führte. An diese Schlacht erinnern eine Bronzestatue des Admirals Comte de Grasse und eine Gedenktafel aus Granit.
Das Cape Henry Memorial liegt auf dem Gelände des Armee-Stützpunktes Fort Story, ist aber selbst eine Außenstelle des Colonial National Historical Park.